# Ilona görög királyi hercegnő
Ilona görög királyi hercegnő, hivatalosan Ilona görög és dán királyi hercegnő, férjezett Ilona román anyakirályné (görögül: Πριγκίπισσα Ελένη της Ελλάδας και Δανίας, románul: Regina-mamă Elena a României; Athén, 1896. május 3. – Lausanne, 1982. november 28.) görög és dán királyi hercegné, házassága révén Románia anyakirálynéja.

## Származása és gyermekkora
Ilona hercegnő 1896 májusában jött világra. Édesapja I. Konstantin görög király (1868–1923) volt, I. György király (1845–1913) és Olga Konsztantyinovna Romanova orosz nagyhercegnő (1851–1926) legidősebb fia, IX. Keresztély dán király unokája. Édesanyja Zsófia porosz királyi és német császári hercegnő (1870–1932) volt, III. Frigyes német császár (1831–1888) és Viktória brit királyi hercegnő (1840–1901) leánya, Viktória brit királynő unokája.
Ilona hercegnő volt szüleinek harmadik gyermeke. Apai nagyapja, I. György görög király dán hercegként született, átörökítve dán címét minden leszármazottjára, így Ilona hercegnőre is. A hercegnő három fivére – György, Sándor és Pál hercegek – mindannyian ültek a görög trónon.
1917-ben I. Konstantin királyt megfosztották trónjától az első világháború folyamán alkalmazott hibás politikája miatt; a királyi család száműzetésbe kényszerült. A família Svájcot választotta lakhelyéül; itt előbb St. Moritz városában telepedtek le, később Ilona hercegnő nagynénje, Anasztázia görög királyi hercegné segédletével egy Zürich mellett fekvő villában leltek otthonra. Tartózkodási helyüket egyébként jórészt a szövetségesek szabták meg, a családnak mindenféleképpen Svájc német ajkú területén kellett élnie.

## Házassága és gyermeke
1919 decemberében Ilona királyi hercegnő megismerkedett Károly román trónörökös herceggel. A herceg titokban lépett házasságra egy alacsony származású román nővel; a király által kezdeményezett mihamarabbi válás botrányai elől a szülők világ körüli útra küldték a trónörököst. Mária román királyné, született brit és szász–coburg–gothai hercegnő fia megzabolázására a házasságban vélte meglelni a megoldást; a kiszemelt menyasszony Ilona hercegnő lett. Azt remélvén, hogy elősegíti Károly herceg és Ilona hercegnő eljegyzését, a román királyné kieszközölte Ilona hercegnő fivére, György herceg és saját leánya, Erzsébet román királyi hercegnő házasságát. Ilona hercegnő a román trónörökös társaságában utazott el Romániába, hogy részt vegyen öccse menyegzőjén.

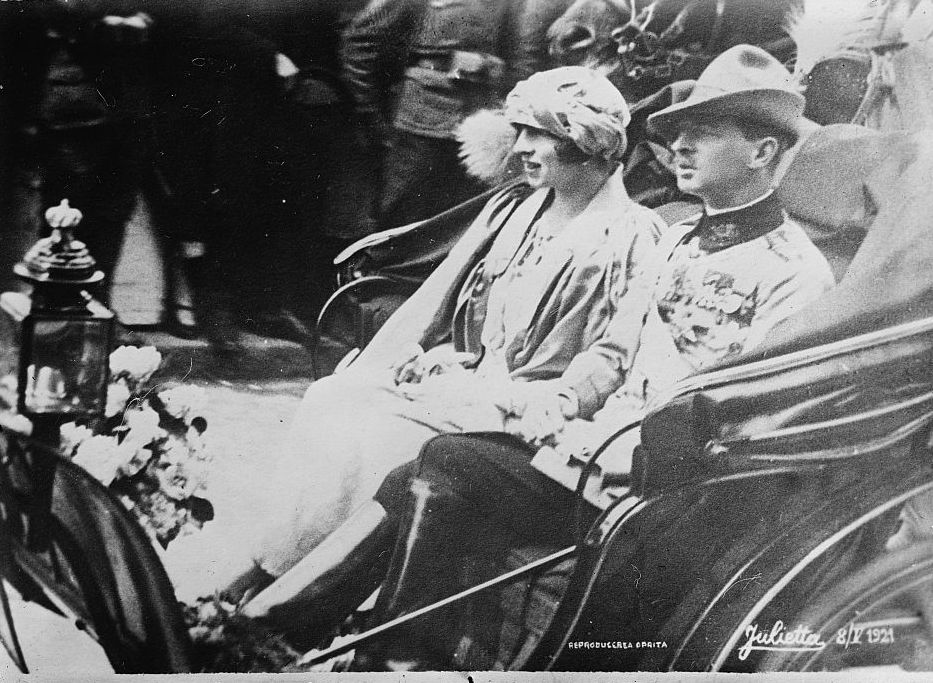
Károly és Ilona román trónörököspár (1921)

1920 novemberében Károly trónörökös ismét felkereste a görög királyi családot Zürichben azzal a céllal, hogy megkérje Ilona hercegnő kezét. A román herceg döntésének hátterében nem a személyes vonzalom, hanem családja nyomása és az államérdek húzódott meg; Ilona hercegnő úgyszintén kötelességtudatból fogadta el a herceg ajánlatát. Egy hónappal később I. Konstantint visszahívták a görög trónra, így Ilona hercegnő már szülővárosában, Athénban állhatott oltár elé 1921. március 10-én az első olyan görög hercegnőként, akinek a görög fővárosban tartották az esküvőjét. Károly herceg és Ilona hercegné a görög királyi család nyári rezidenciájában, Tatoi szigetén töltötték mézesheteiket, ahonnét hajóval utaztak Bukarestbe május elején.
A trónörökös pár hivatalos otthonául a bukaresti Cotroceni-palota szolgált, de a házaspár legszívesebben a szinajai Peleș-kastély falai között időzött. Egyetlen gyermekük 1921. október 25-én jött világra:
- Mihály herceg (1921–2017), később Románia királya.

Ilona trónörökösné és férje kezdetben kiegyensúlyozottnak tűnő kapcsolata azonban fiuk születése ellenére is hamar tönkrement. A román trón várományosa, feledve szüleinek tett ígéretét, 1925-ben viszonyt kezdett egy katonatiszt feleségével, Magda Lupescuval. A mellőzött Ilona hercegné a jótékonykodásba és uralkodói teendőibe menekült: a fővárosban nővérképző iskola alapításával kísérletezett, valamint tiszteletbeli ezredese lett a 9. lovassági regimentnek 1926. január 1-jén a házasságtörését követő hatalmas botrányra válaszolva Károly herceg bejelentette a román trónról való lemondását. A parlament január 4-én fogadta el nyilatkozatát és rögzítette egy passzusban Ilona hercegnő román királyi hercegnéi címét. A trónörökösi rang Ilona hercegné egyetlen gyermekére, Mihály hercegre szállt. Ilona hercegnő Romániában maradt fiával, megpróbálván a lehető legjobban felkészíteni őt a rá váró feladatokra és szerepkörre.

## Román anyakirálynéként

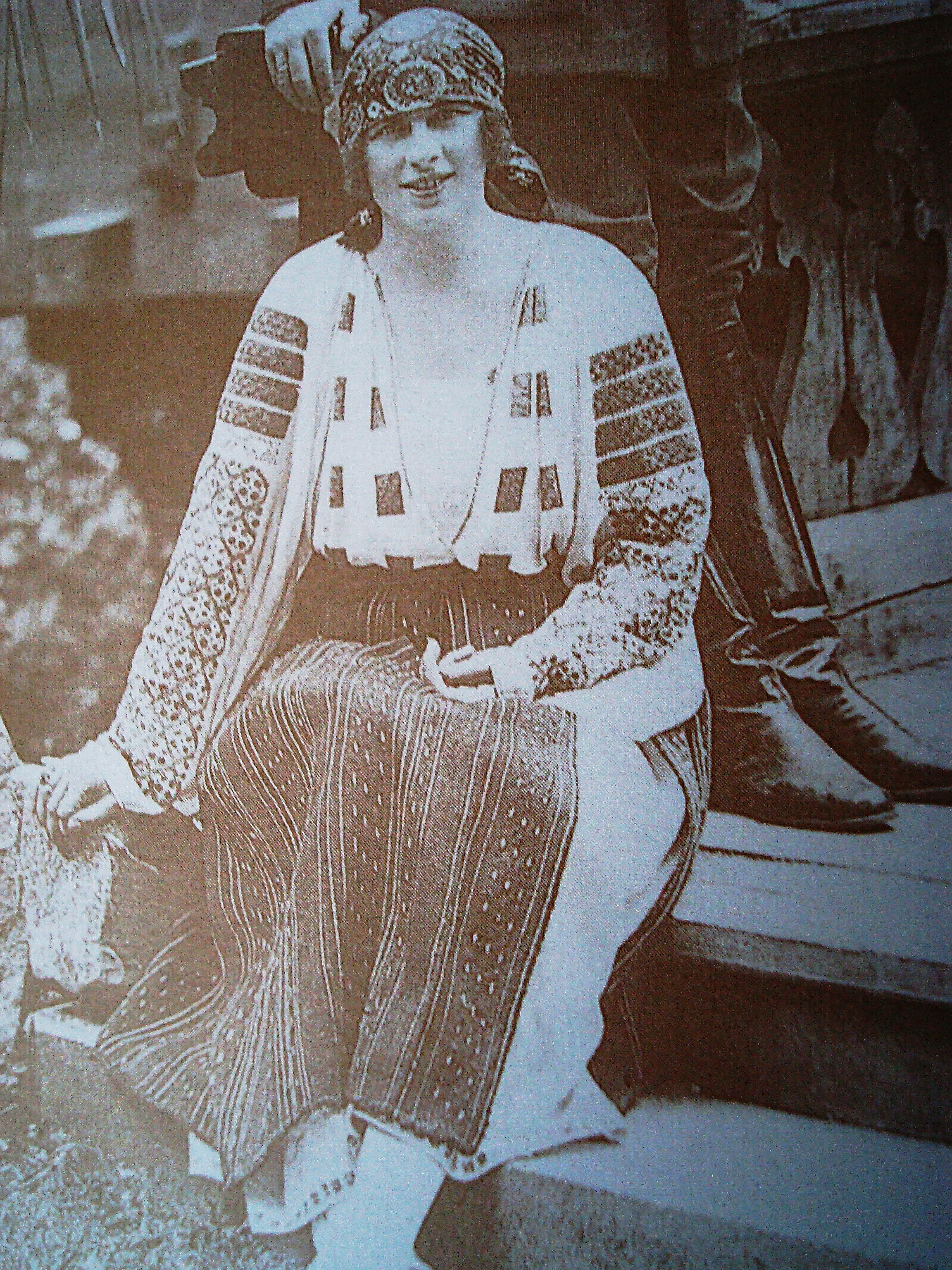
Ilona görög királyi hercegnő, román trónörökösné román népviseletben

1927. július 20-án váratlanul elhunyt I. Ferdinánd, ily módon Mihály herceg lett az új román uralkodó. Az ekkor öt és fél éves gyermek uralkodásra még alkalmatlan, ez okból kifolyólag nagybátyja, Miklós királyi herceg vezetésével háromfős régensi tanácsot neveztek ki melléje. Ilona hercegnő, mint a király édesanyja, a román anyakirálynéi rangot viselte; e cím azonban nem járt sem hatalommal, sem jelentős pozícióval. Decemberben a száműzetésben élő Károly herceg arra kérte feleségét, váljanak el. A görög királyi hercegnő először elutasította a javaslatot, másodszorra ellenben már elfogadta. A pár válását 1928. június 21-én mondta ki a Romániai Legfelsőbb Bíróság.
1930. június 6-án Károly herceg visszatért a országba, és fia ellenében királlyá kiáltotta ki magát: „Szerettem volna elhúzódni tőle [az apámtól], kikerülni őt, rosszul éreztem magam, mert miközben megölelt, én anyám felé fordítottam a fejem, és láttam, hogy sír…” – emlékezett vissza Mihály herceg. Ilona hercegnő visszavonult bukaresti otthonába fia társaságában, elveszítve anyakirálynéi címét. A közvélemény elvárta a királytól és hitvesétől, hogy orvosolják problémáikat és magánéleti gondjaikat; egyes vélemények még válásuk tényét sem fogadta el. Károly király annak érdekében, hogy minél többeket nyerjen meg magának, hajlandó volt beleegyezni a házassága rendezésével kapcsolatos tervekbe és nejét is meg szándékozott koronázni a szeptemberre tervezett koronázáson. A parlament törvényben kívánta megszabni Ilona hercegnő címét mint „Őfelsége, a román királyné”; ámde az uralkodó ezt nem fogadta el, és végül az „Őfelsége Ilona” különös titulust adta hitvesének, amely ugyan a királynéknak kijáró „őfelsége” megszólítást alkalmazta, mégsem volt azonos a királynék címével. Maga Ilona hercegnő soha nem élt ezzel a címmel és megszólítással.
Ígérete ellenére a király felújította viszonyát szeretőjével, többször is megalázva volt feleségét. A hercegnő nem ellenkezett, amikor a parlament kinyilvánította abbéli szándékát, hogy érvénytelenítse a válást. Az uralkodó emiatt látványosan rosszul bánt a hercegnővel, elmozdította őt a 9. ezred éléről és éjjel-nappal őriztette palotáját. II. Károly végül kieszközölte volt neje száműzését az országból. A görög királyi hercegnő előbb Londonban, később édesanyja olaszországi villájában élt. Vitái férjével nem értek véget, a gyermeknevelés továbbra is heves összecsapásokat váltott ki közöttük. A román kormány végül úgy határozott, Ilona hercegnő évi hat hónapot tölthet román földön, további egy hónapra pedig elviheti magával fiát. Az állam emellett kötelezettséget vállalt a hercegnő anyagi gondjainak kezelésére is évi rendszerességgel fizetett összeg keretében. Noha fél évig élhetett volna Romániában, Ilona hercegnő mégis az önkéntes száműzetés mellett döntött, nem akarván újabb összetűzésbe kerülni egykori férjével. Firenzébe költözött, majd saját pénzén vett egy villát San Domenico közelében. 1943 tavaszán fivérével, Pál herceggel és két húgával közösen a Villa Spartába költözött.
1940. szeptember 6-án II. Károly királyt lemondatták a koronáról fia javára. Az immár másodjára trónra lépő Mihály király visszahívta édesanyját az országba, megadva neki a román anyakirálynéi (Regina mamă, Elena) címet. A második világháború alatt az anyakirályné a sebesült katonák ápolásának szentelte magát. A romániai zsidók deportálása elleni fellépéséért, illetve a Transznisztriába deportáltak megsegítéséért 1993-ban az izraeli kormány a Világ Igaza kitüntetéssel jutalmazta. Fia 1947-ben a kommunisták nyomására lemondásra kényszerült, ekkor Ilona anyakirályné is elhagyta Romániát. Visszatért Olaszországba; később Lausanne-ba települt át. A görög királyi hercegnőt, s román anyakirálynét itt érte a halál nyolcvanhat évesen, 1982. november 28-án.
Földi maradványait 2019. október 18-án – halála után 37 évvel, a román légierő repülőgépén – hazaszállították Romániába, ahol másnap, a Curtea de Argeș-i új érseki és királyi ortodox székesegyházban – katonai tiszteletadás mellett – végső nyugalomra helyezték.

## Külső hivatkozások
- Memorandum (románul)
- Képek, érdekességek Archiválva 2010. október 13-i dátummal a Wayback Machine-ben (angolul)

| Előd: Mária román királyné | Román anyakirályné 1940 – 1947 | Utód: Anna román királyné |